# Magyar Királyi Légierő Pilótajelvény

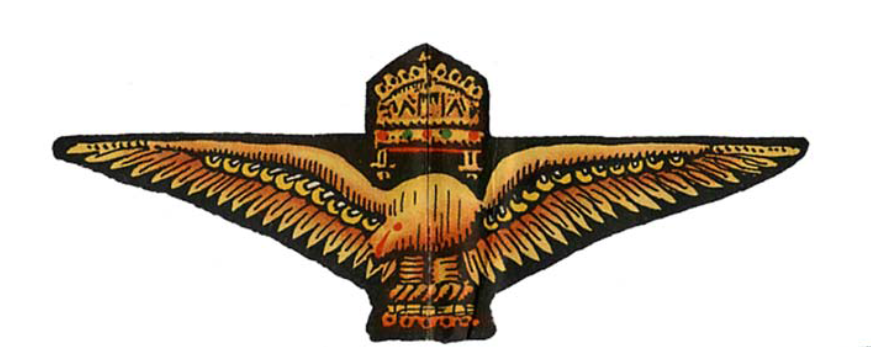
Magyar Királyi Honvéd Légierő Pilótajelvény szőtt változata

A Magyar Királyi Légierő Pilótajelvényét 1930-ban alapították a Magyar Királyi Légügyi Hivatal, majd a Magyar Királyi Honvéd Légierő 1938-as hivatalos megalakulása után pilótái számára.

## Leírása
Kiterjesztett szárnyű aranyozott szálakból szőtt sas, aminek a kiterjesztett szárnyai között a sas feje felett a Szent Korona található.
Zubbonyon 100 mm széles és 40 mm magas. Köpenyen a bal karon az alsó szegélytől 135 mm-re kellett felvarrva viselni a 75 mm x 35 mm.

Létezett aranyozott bronzjelvény változata is. A háború előremenettél került kiadásra, mert a lelőtt pilótákat a szovjetek a helyszínen agyon lőtték.

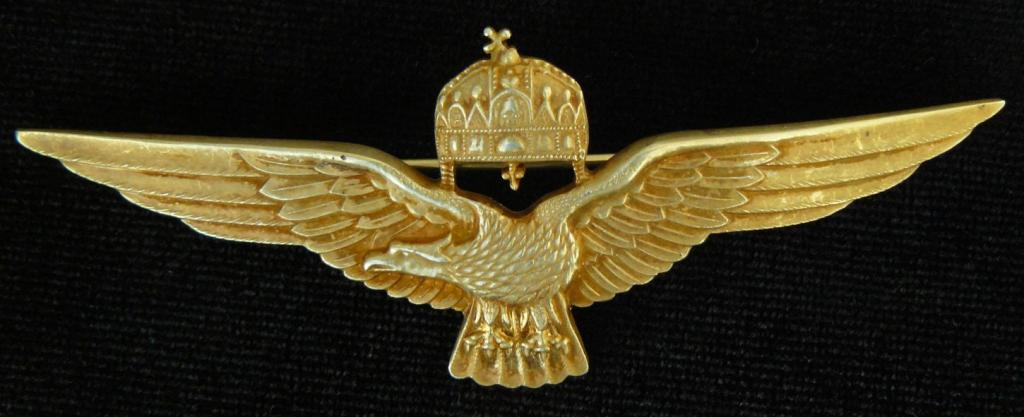
Magyar Királyi Légierő Pilótajelvény

Csak kinevezett pilóták viselhették.

## Megfigyelő Jelvény
Kialakításában mind a szőtt, mind a fémjelvénynél teljes mértékben megegyezett a Pilótajelvénnyel, csak hiányzott a sasról a Szent Korona.

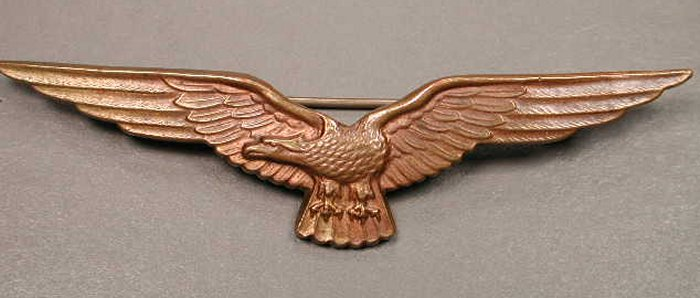
Magyar Királyi Légierő Megfigyelőjelvény